# Refik Koraltan

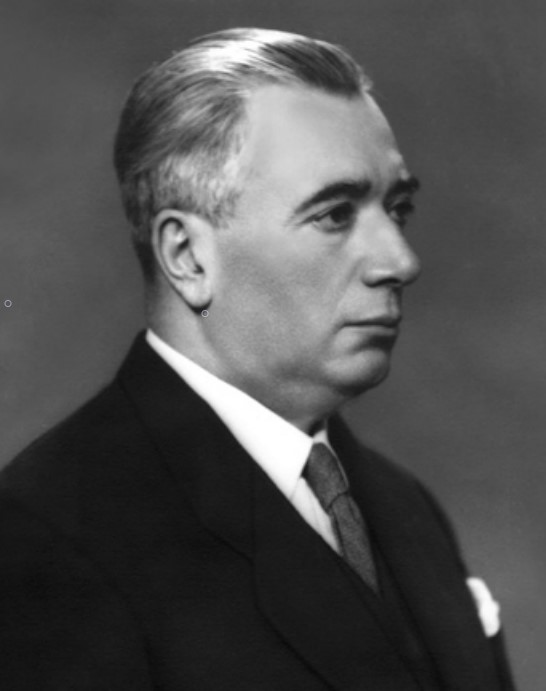
Bekir Refik Bey

Refik Koraltan (* 1890 in Divriği, Osmanisches Reich; † 17. Juni 1974 in Istanbul) war ein türkischer Bürokrat und Politiker. Koraltan absolvierte 1914 die Fakultät für Rechtswissenschaft an der Darülfünun und begann als Beamter zu arbeiten. Er war als Staatsanwalt und Polizeipräsident tätig. Koraltan war während des Türkischen Befreiungskrieges für die Kuvayı Milliye in Konya tätig und wurde zum Abgeordneten Konyas in die Große Nationalversammlung der Türkei gewählt. Er war bis 1935 ununterbrochen Abgeordneter. Koraltan war von 1936 bis 1938 Gouverneur Artvins, von 1938 bis 1939 Gouverneur Trabzons und von 1939 bis 1942 Gouverneur  Bursas. 1942 wurde er zum Abgeordneten der Provinz Bursa gewählt. Refik Koraltan zählt zu den vier Gründern der 1946 gegründeten Demokrat Parti. Bei den Parlamentswahlen vom 14. Mai 1950 wurde er zum Abgeordneten für die Demokrat Parti und am 22. Mai 1950 zum Präsidenten der Großen Nationalversammlung der Türkei gewählt. Er blieb in dieser Funktion, bis das Komitee der Nationalen Einheit am 27. Mai 1960 putschte und er in den Yassıada-Prozessen angeklagt und verurteilt wurde. Später wurde Koraltan begnadigt und zog sich aus dem politischen Leben zurück.